# Жарик (Мугалжарський район)
Жари́к (каз. Жарық) — село у складі Мугалжарського району Актюбінської області Казахстану. Входить до складу Аккемерського сільського округу.
У радянські часи село називалось Роз'їзд 313.
Населення — 341 особа (2021; 464 у 2009, 554 у 1999, 621 у 1989).